# 索尔迪略斯
索尔迪略斯，是西班牙卡斯蒂利亚-莱昂布尔戈斯省的一个市镇。总面积8平方公里，总人口30人（2001年），人口密度4人/平方公里。